# Desfile do Dia da Vitória em Moscou em 2023
O Desfile do Dia da Vitória em Moscou em 2023 foi um desfile militar que ocorreu na Praça Vermelha e Moscou em 9 de maio de 2023 para comemorar o 78º aniversário da vitória soviética sobre a Alemanha Nazista na Grande Guerra Patriótica. Foi o segundo desfile do Dia da Vitória desde o início da invasão russa da Ucrânia, mas, ao contrário desfile de 2022, desta vez esse desfile contou com a presença de vários líderes estrangeiros.
O Desfile da Vitória de 2023 foi descrito por jornalistas como "muito modesto" e um dos menos grandiosos dos últimos anos.

## Fundo

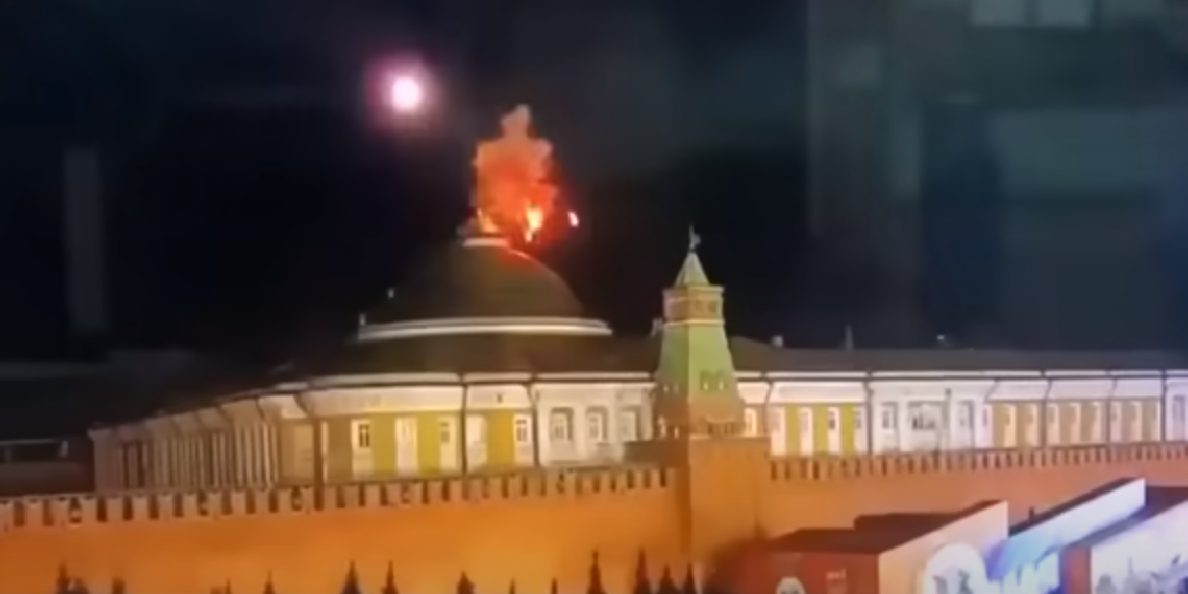
Ataque de drones ao Kremlin, 3 de maio de 2023

Em 2023, o Desfile da Vitória ocorreu em meio a uma situação crítica na guerra da Rússia contra a Ucrânia, com a intensificação dos combates na linha de frente, o aumento dos ataques de drones em território russo e a expectativa de uma contraofensiva ucraniana.
As autoridades russas cancelaram os desfiles do Dia da Vitória em pelo menos 21 cidades, alegando motivos de "segurança". Além disso, a marcha do Regimento Imortal foi cancelada em todo o país, decisão que o porta-voz do Kremlin, Dmitry Peskov, também justificou por questões de segurança. No entanto, jornalistas especularam que o governo russo temia que familiares de soldados mortos na guerra pudessem participar do evento carregando suas fotos, o que poderia chamar atenção para o número significativo de perdas nas forças armadas russas.
Na noite de 3 de maio, dois drones atacaram o Kremlin, em Moscou. As autoridades russas culparam a Ucrânia pelo ataque, o que foi negado pelo governo ucraniano. Segundo jornalistas, o incidente influenciou os planos do governo russo para a realização do Desfile da Vitória.
Na madrugada de 9 de maio, a Rússia lançou mais um ataque maciço com mísseis contra a Ucrânia, atingindo Kiev, Dnipro e o Oblast de Chercássi. Para Kiev, esse foi o quinto ataque aéreo contra a cidade desde o início de maio de 2023.
Pouco antes do desfile, o conflito entre Yevgeny Prigozhin, líder do grupo Wagner, e o Ministério da Defesa da Rússia se intensificou em meio aos combates pesados por Bakhmut. Prigozhin publicou um vídeo insultando o alto comando militar russo, especialmente o ministro da defesa Sergei Shoigu, e o chefe do Estado-Maior, Valery Gerasimov. e disse: "O vovô feliz acha que está tudo bem. Mas o que o país deve fazer se, de repente, descobrir que esse vovô é um completo idiota?" Segundo o portal Meduza, o Kremlin recebeu mal essa declaração, interpretando-a como uma possível referência ao presidente Putin.

## Progresso do desfile

### Discurso de Vladimir Putin

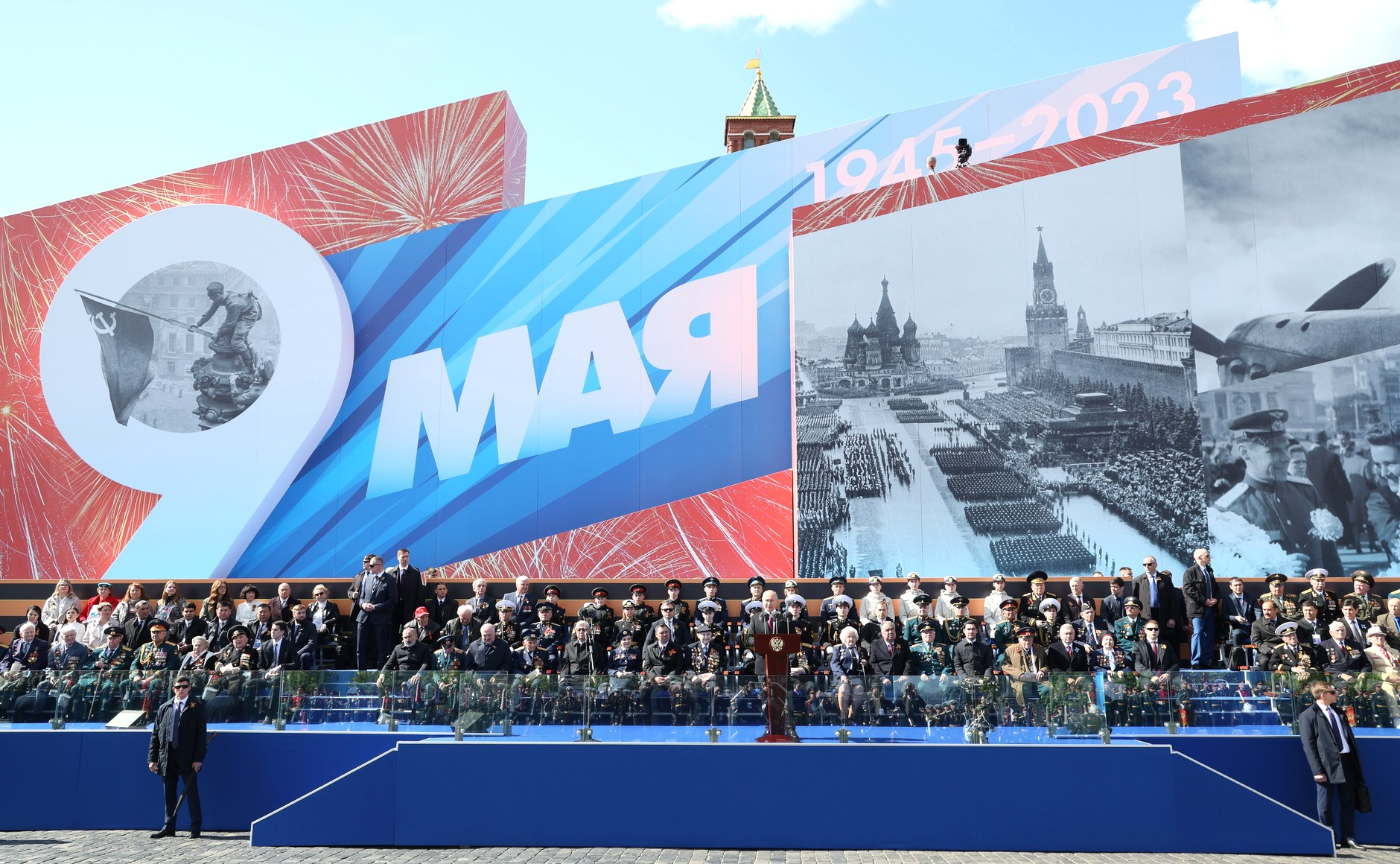
Putin discursando

O desfile foi precedido por um discurso de Vladimir Putin, no qual ele afirmou que a Rússia estava enfrentando uma "guerra real", supostamente iniciada por elites globalistas, que ele comparou aos nazistas. Segundo Putin, o objetivo dessas elites seria a "desintegração e destruição da Rússia" e a "negação dos resultados da Segunda Guerra Mundial".
Durante seu discurso, o presidente russo tentou retratar a guerra contra a Ucrânia, iniciada por sua própria ordem, como uma ação "defensiva". Ele declarou: "Hoje, a civilização está novamente em um momento decisivo e crítico, e contra nossa pátria foi desencadeada uma verdadeira guerra". No entanto, segundo ele, a Rússia "garantirá sua segurança" e "protegerá o Donbass", assim como já teria resistido ao "terrorismo internacional".
A Rádio Svoboda observou que Putin falou mais sobre os eventos na Ucrânia do que sobre a Segunda Guerra Mundial. Segundo jornalistas, o presidente tentou estabelecer paralelos entre o conflito atual e a Grande Guerra Patriótica, apresentando a invasão russa como uma "guerra sagrada". Além disso, destacaram a contradição em seu discurso: enquanto Putin afirmou que "qualquer ideologia de supremacia é repulsiva, criminosa e mortal", essa mesma retórica vinha sendo promovida há anos pela propaganda oficial russa.
Ao se dirigir aos participantes da invasão da Ucrânia, Putin declarou: "A segurança do país hoje depende de vocês, o futuro do nosso Estado e do nosso povo está em suas mãos" e acrescentou que "não há tarefa mais importante agora do que o seu trabalho no campo de batalha".
Analistas apontaram que o discurso de Putin não diferiu significativamente de suas outras falas sobre a invasão da Ucrânia. Segundo a imprensa alemã, ele mais uma vez "se colocou como vítima", retratando "sua própria guerra de agressão como uma luta defensiva pela sobrevivência da Rússia". O jornal Berliner Zeitung destacou que o presidente russo parecia "menos combativo, apático, doente e, em alguns momentos, transmitia uma impressão de impotência".

### Parte principal
O desfile contou com a participação de 8 mil pessoas. A exibição de veículos militares foi composta principalmente por blindados sobre rodas, como os modelos Typhon, Tigr e BMP-2M, além de sistemas de mísseis de diversos tipos, incluindo o S-400, Iskander-M e Yars. Os únicos tanques presentes na cerimônia foram três unidades do T-34-85. Não houve participação da aviação no evento. Jornalistas sugeriram que a decisão de excluir aeronaves pode ter sido motivada pelo receio de um possível ataque surpresa de drones hostis, que poderiam comprometer a formação aérea e representar um risco de incidentes.
O contingente de militares presentes foi o menor desde 2008. A passagem dos veículos militares pela Praça Vermelha durou apenas cinco minutos, metade do tempo registrado no desfile de 2022.  
Após o evento, Vladimir Putin, acompanhado de líderes de outros países, depositou coroas de flores no Túmulo do Soldado Desconhecido.

## Convidados

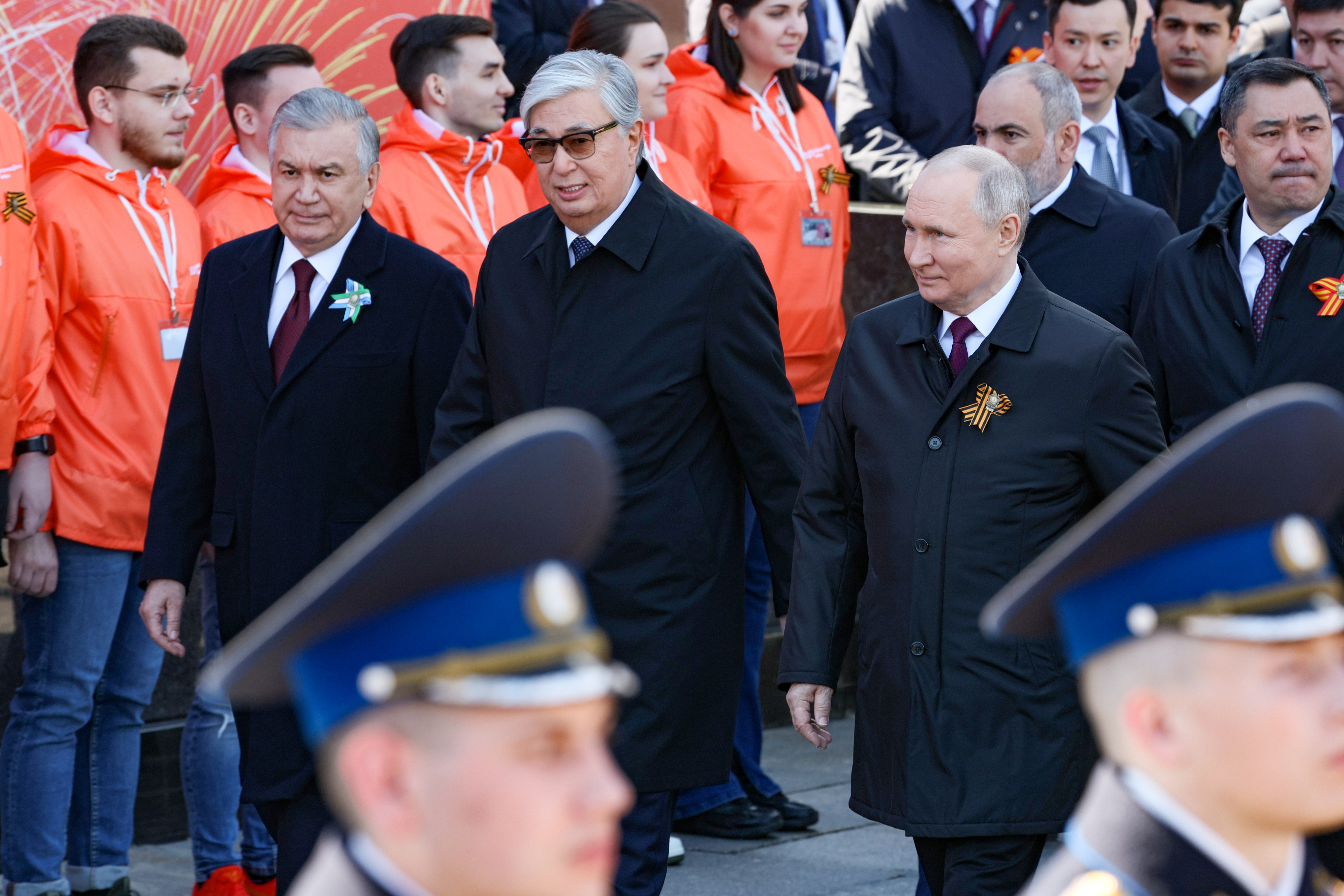
Vladimir Putin com os convidados de honra do evento

Jornalistas do veículo Agência destacaram que Vladimir Putin, durante o desfile, esteve acompanhado por Yuri Parfenievich Dvoikin, veterano do NKVD, e Gennady Zaitsev, ex-agente da KGB. Nenhum dos dois havia participado diretamente dos combates contra as forças da Alemanha Nazista. Dvoikin esteve envolvido, em 1944, na repressão ao movimento de resistência nacionalista na Ucrânia Ocidental, enquanto Zaitsev tomou parte na repressão aos protestos antissoviéticos na Tchecoslováquia em 1968.

### Líderes estrangeiros
Por convite de Vladimir Putin, sete líderes de países pós-soviéticos participaram do desfile:
- Primeiro-ministro da Armênia, Nikol Pashinyan
- Presidente da Bielorrússia, Aleksandr Lukashenko
- Presidente do Cazaquistão, Kassym-Jomart Tokayev
- Presidente do Quirguistão, Sadyr Japarov
- Presidente do Tajiquistão, Emomali Rahmon
- Presidente do Turcomenistão, Serdar Berdimuhamedow
- Presidente do Uzbequistão, Shavkat Mirziyoyev

No entanto, segundo o portal Vyorstka, a participação das delegações estrangeiras não ocorreu conforme o planejado. Alguns líderes evitaram usar a fita de São Jorge, símbolo da vitória soviética na Segunda Guerra Mundial, optando por símbolos nacionais ou nenhum emblema. Após o desfile, Lukashenko deixou a Rússia rapidamente, alegando problemas de saúde, sem participar do almoço comemorativo com Putin e outros líderes. Durante o evento, ele não conseguiu acompanhar a procissão a pé e precisou ser transportado por um veículo para evitar uma caminhada curta até o Túmulo do Soldado Desconhecido, o que gerou especulações sobre seu estado de saúde.
A presença desses líderes só foi oficialmente anunciada na véspera do evento, com exceção de Japarov, o que indicou possíveis hesitações em relação à participação. Tokayev, por exemplo, havia declarado anteriormente que passaria o 9 de maio na capital do Cazaquistão, mas acabou comparecendo ao evento em Moscou. Analistas acreditam que Putin tentou demonstrar sua influência sobre a Ásia Central e manter alianças estratégicas em meio ao isolamento internacional da Rússia devido à guerra na Ucrânia. No entanto, os países da região têm buscado equilibrar suas relações com a Rússia, o Ocidente e a China, evitando compromissos definitivos com qualquer lado. Nenhum deles reconheceu formalmente a anexação dos territórios ucranianos, mas também evitaram críticas públicas à guerra. Paralelamente, prometeram respeitar as sanções ocidentais contra Moscou, embora o comércio com a Rússia tenha crescido significativamente desde o início do conflito.
Apesar das imagens de líderes centro-asiáticos aplaudindo o discurso de Putin sobre a "sagrada luta pela pátria" terem circulado amplamente, especialistas acreditam que sua participação foi motivada mais por pragmatismo econômico do que por alinhamento ideológico. Em 2022, as exportações desses países para a Rússia aumentaram em dezenas de pontos percentuais, tornando essencial manter boas relações com Moscou. Ao mesmo tempo, evitaram medidas que pudessem resultar em sanções secundárias do Ocidente. Para esses líderes, um possível desgaste na imprensa ocidental por comparecer ao evento era um risco calculado, mas recusar o convite de Putin poderia ter consequências imprevisíveis, dado o peso simbólico do Dia da Vitória na política russa.

## Percepção
Segundo diversos observadores ocidentais, a escala reduzida do Desfile da Vitória de 2023 refletia as enormes perdas do Exército russo na Ucrânia e o declínio das forças armadas da Rússia. No entanto, jornalistas também apontaram que, no ano anterior, comentaristas pró-russos nas redes sociais questionaram a ausência de equipamentos modernos no desfile, sugerindo que deveriam estar no front. Um ano depois, a presença de novos veículos militares no desfile pareceria ainda mais contrastante em relação aos tanques soviéticos antigos e às blindagens dos anos 1960 que a Rússia utilizava na guerra contra a Ucrânia.
De acordo com a publicação "Vyorstka", os eventos comemorativos organizados pelo governo russo no Dia da Vitória tiveram uma atmosfera sombria. Uma fonte citada pela reportagem comentou: "Antes, quando os aviões sobrevoavam durante os ensaios do desfile, sentíamos orgulho. Agora, ficamos tensos, pensando se pode ser um drone inimigo." A mesma fonte afirmou que a elite russa ficou com uma impressão negativa tanto pela simplicidade do desfile quanto pela interação limitada de Vladimir Putin com os líderes estrangeiros presentes.